# Station Gistel
Station Gistel is een voormalig spoorwegstation in de West-Vlaamse stad Gistel. Het lag aan spoorlijn 62, de spoorlijn tussen Oostende en Torhout.
Op de plaats waar vroeger het station stond is nu het administratief centrum (stadhuis) gevestigd.
0: Oostende ·
0: Oostende-Stad ·
1,9: Stene ·
5,9: Snaaskerke ·
8,9: Gistel ·
11,6: Moere ·
13,8: Eernegem ·
16,7: Ichtegem ·
20,0: Wijnendale ·
24,4: Torhout